# Esgrima als Jocs Olímpics d'estiu de 2012
Als Jocs Olímpics d'Estiu de 2012, realitzats a la ciutat de Londres (Anglaterra, Regne Unit), es disputaren deu proves d'esgrima, les mateixes que en l'edició anterior, cinc en categoria masculina i cinc més en categoria femenina, en les modalitats d'espasa, floret i sabre.
La competició se celebrà entre els dies 28 de juliol i 5 d'agost a les instal·lacions de l'ExCeL London.

## Calendari
| Homes |        | Sabre |        | Floret | Espasa |                   | Sabre per equips |                   | Floret per equips | 5  |
| Dones | Floret |       | Espasa |        | Sabre  | Floret per equips |                  | Espasa per equips |                   | 5  |
| Total | 1      | 1     | 1      | 1      | 2      | 1                 | 1                | 1                 | 1                 | 10 |

|  | Qualificacions |  | Final |

## Resum medalles

### Categoria masculina
| Prova                     | Or                                                                            | Plata                                                                                  | Bronze                                                                   |
| Espasa individual detalls | Gascón Rubén Limardo (VEN)                                                    | Bartosz Piasecki (NOR)                                                                 | Jinsun Jung (KOR)                                                        |
|                           |                                                                               |                                                                                        |                                                                          |
| Floret individual detalls | Sheng Lei (CHN)                                                               | Alaaeldin Abouelkassem (EGY)                                                           | Byungchul Choi (KOR)                                                     |
| Floret per equips detalls | Itàlia · Valerio Aspromonte · Giorgio Avola · Andrea Baldini · Andrea Cassarà | Japó · Suguru Awaji · Kenta Chida · Ryo Miyake · Yuki Ota                              | Alemanya · Peter Joppich · Sebastian Bachmann · Benjamin Kleibrink       |
|                           |                                                                               |                                                                                        |                                                                          |
| Sabre individual detalls  | Aron Szilagyi (HUN)                                                           | Diego Occhiuzzi (ITA)                                                                  | Nikolay Kovalev (RUS)                                                    |
| Sabre per equips detalls  | Corea del Sud · Gu Bon-Gil · Won Woo-Young · Kim Jung-Hwan · Oh Eun-Seok      | Romania · Rares Dumitrescu · Tiberiu Dolniceanu · Florin Zalomir · Alexandru Siriteanu | Itàlia · Aldo Montano · Diego Occhiuzzi · Luigi Samele · Luigi Tarantino |

### Categoria femenina
| Prova                     | Or                                                                                  | Plata                                                                                   | Bronze                                                                         |
| Espasa individual detalls | Yana Shemyakina (UKR)                                                               | Britta Heidemann (GER)                                                                  | Yujie Sun (CHN)                                                                |
| Espasa per equips detalls | Xina · Sun Yujie · Xu Anqi · Li Na · Luo Xiaojuan                                   | Corea del Sud · Shin A-Lam · Choi In-Jeong · Jung Hyo-Jung · Choi Eun-Sook              | Estats Units · Courtney Hurley · Kelley Hurley · Maya Lawrence · Susie Scanlan |
|                           |                                                                                     |                                                                                         |                                                                                |
| Floret individual detalls | Elisa Di Francesca (ITA)                                                            | Arianna Errigo (ITA)                                                                    | Valentina Vezzali (ITA)                                                        |
| Floret per equips detalls | Itàlia · Arianna Errigo · Elisa Di Francisca · Ilaria Salvatori · Valentina Vezzali | Rússia · Inna Deriglazova · Larisa Korobeynikova · Aida Shanaeva · Kamilla Gafurzianova | Corea del Sud · Nam Hyun-Hee · Jeon Hee-Sook · Jung Gil-Ok · Oh Ha-Na          |
|                           |                                                                                     |                                                                                         |                                                                                |
| Sabre individual detalls  | Jiyeon Kim (KOR)                                                                    | Sofya Velikaya (RUS)                                                                    | Olga Kharlan (UKR)                                                             |

## Medaller

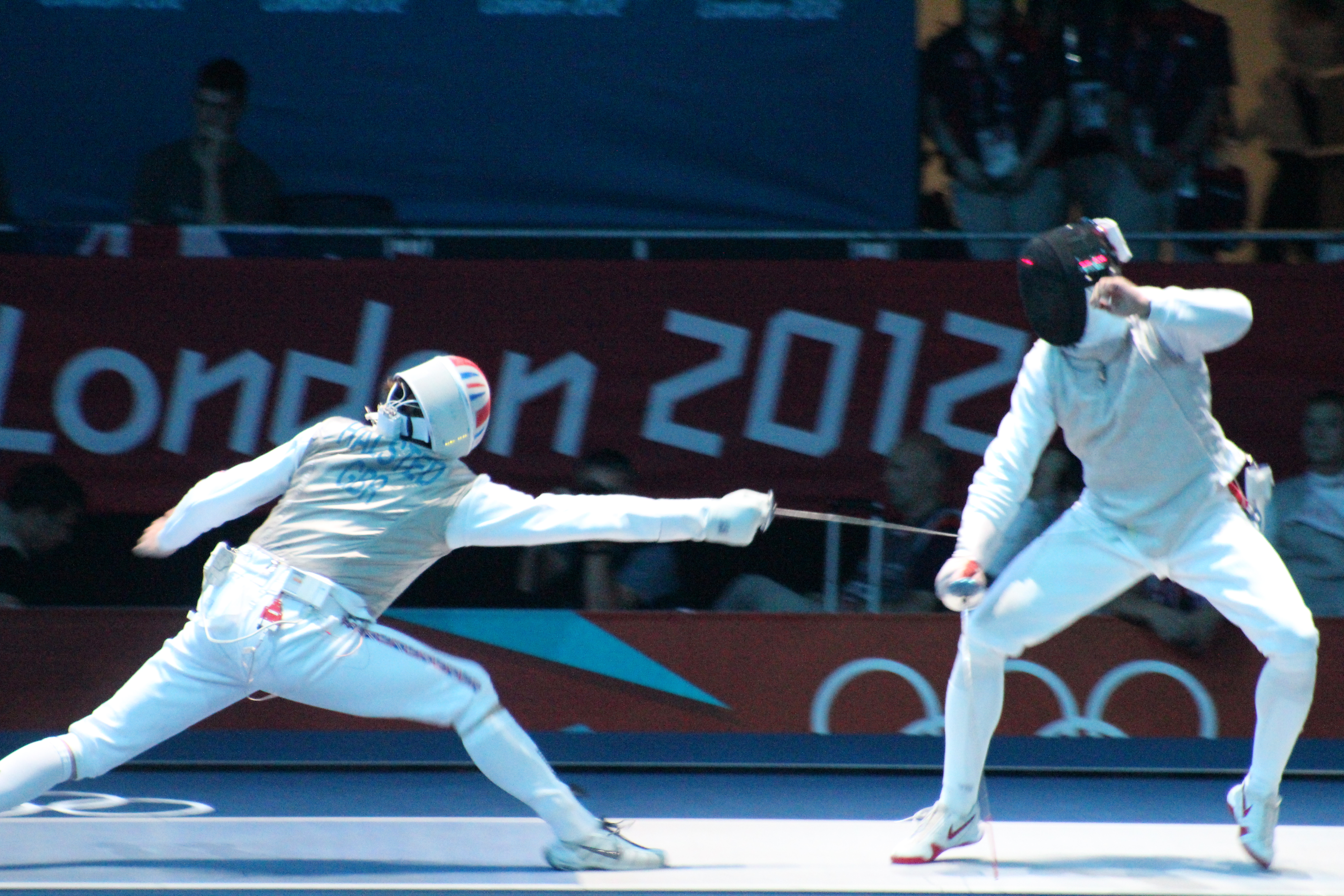
Competició masculina per equips de floret.

| Posició | País            | Or | Plata | Bronze | Total |
| 1       | Itàlia          | 3  | 2     | 2      | 7     |
| 2       | Corea del Sud   | 2  | 1     | 3      | 6     |
| 3       | R.P. de la Xina | 2  | 0     | 1      | 3     |
| 4       | Ucraïna         | 1  | 0     | 1      | 2     |
| 5       | Hongria         | 1  | 0     | 0      | 1     |
| 5       | Veneçuela       | 1  | 0     | 0      | 1     |
| 7       | Rússia          | 0  | 2     | 1      | 3     |
| 8       | Alemanya        | 0  | 1     | 1      | 2     |
| 9       | Egipte          | 0  | 1     | 0      | 1     |
| 9       | Japó            | 0  | 1     | 0      | 1     |
| 9       | Noruega         | 0  | 1     | 0      | 1     |
| 9       | Romania         | 0  | 1     | 0      | 1     |
| 13      | Estats Units    | 0  | 0     | 1      | 1     |
| Total   | Total           | 10 | 10    | 10     | 30    |